# Greek to Me
Greek to Me is de vierde aflevering van het vierde seizoen van het tienerdrama Beverly Hills, 90210, die voor het eerst werd uitgezonden op 29 september 1993.

## Verhaal
Andrea, Kelly, Donna en Brenda hopen allemaal toegelaten te worden aan de sociëteit Alpha Omega. Leslie, het hoofd van de sociëteit, doet er veel aan om Andrea toegelaten te laten worden en stelt haar constant vragen over haar joodse afkomst.
Andrea snapt hier maar weinig van en ontdekt dat Leslie dit heeft gedaan omdat ze zelf joods is, maar dit heeft onderdrukt uit angst niet populair te zijn bij de andere leden van de Alpha Omega. Zo heeft ze zelfs haar achternaam van Schulman naar Sumner verandert, zodat ze er niet achter zullen komen. Andrea heeft geen behoefte lid te zijn van een sociëteit waar ze iets moet onderdrukken, maar Leslie weet haar na een persoonlijk gesprok toch nog te overtuigen.
Brenda begint zich ondertussen steeds meer vervreemd te voelen van haar vrienden in Beverly Hills, terwijl Brandon lid wordt van de studentenraad. Dit zorgt voor veel ophef wanneer zijn collega's degriderende opmerkingen maken over de sociëteit waar hij lid van is. Zo zouden het leeghoofden en racisten zijn. Brandon probeert zich hier overheen te zetten, maar stapt op wanneer hij niet zijn mening meer mag geven tijdens een overleg.
Kelly wordt lastiggevallen door John Sears, een oude bekende die haar in de derde klas uitvroeg. Zij wees hem toen af, waarna hij veel roddels over haar verspreidde. Hij probeert het nu bij te leggen en flirt met haar. Kelly vergeeft het hem, maar gaat weg als hij haar probeert te verleiden. Dat ze zegt een vriend te hebben, lijkt hem ook niet tegen te kunnen houden.
Donna en Davids relatie wordt onder druk gezet wanneer hun radioprogramma op de late uren niet loopt zoals verwacht. De enige luisteraars zijn hun vrienden en ze hebben maar weinig inspiratie om over te praten. Donna lijkt meer luisteraars te krijgen als ze spot met David, maar hij is hier minder blij mee.

## Rolverdeling
- Jason Priestley - Brandon Walsh
- Shannen Doherty - Brenda Walsh
- Jennie Garth - Kelly Taylor
- Ian Ziering - Steve Sanders
- Gabrielle Carteris - Andrea Zuckerman
- Luke Perry - Dylan McKay
- Brian Austin Green - David Silver
- Tori Spelling - Donna Martin
- Carol Potter - Cindy Walsh
- James Eckhouse - Jim Walsh
- Joe E. Tata - Nat Bussichio
- Paul Johansson - John Sears
- Brooke Theiss - Leslie Sumner
- Matthew Porretta - Dan Rubin
- Joshua Beckett - Josh Richland
- Andi Chapman - Angela Rhodes
- Sean O'Bryan - Charlie Dixon